# Seebach család
A Seebach család (másként írva Sebach, Seobach, Sebechi, Sobechi, Subach) egy Türingiából származó német főnemesi família, amely a Mühlhausen melletti Seebach településről kapta a nevét. Később a család bárói és grófi rangot kapott.

## Magyarországi ág
A család magyarországi ága Hans Seebach-tól (1530–?) ered, aki Oppershausen, Fahner, Cammerforst és Gottern városok birtokosa volt.
1862. szeptember 24-én leszármazottja, Karl Seebach (1800–1879) bárói rangot kapott Károly Sándor szász–weimar–eisenachi nagyhercegtől Az Eisenachban született Seebach Rudolf (1835–1904) fia ezt a címet megörökölve letelepedett Magyarországon, Vas vármegyében, aki osztrák-magyar lovaskapitány és a koltai egyházkerület felügyelője volt. Rábahídvégen kívül Andrásfán, Dénesfán, Lakhegyen és Lovásziban is volt birtoka. Az 1870-es években már a rábahídvégi Seebach-kastélyban lakhatott, mert az ekkor átalakításra, kibővítésre került historizáló, eklektikus stílusban. A chernelházi Chernel Paulinával (1845–1917) 1873-ban, Szombathelyen kötött házassága után megváltoztatta a nevét a magyarosabb Rezsőre, miután áttért az evangélikus hitről a római katolikusra. A kastély innentől kezdve a Seebach családra szállt, akik állandó jelleggel laktak benne.
Első gyermekük, báró Seebach Károly (1874–1934) később Vas vármegye törvényhatósági bizottságának a tagja, a nemeskoltai evangélikus egyházközség felügyelője és tűzrendészeti felügyelő lett, majd 1904-ben apja halála után megörökölte a Seebach-kastélyt.
1875-ben megszületett Seebach Matild (1875–1964) nővére Szombathelyen, aki 1905-ben megörökölte a keresztapjától, Bertha Györgytől a rábahídvégi Bertha-kastélyt, mert Györgynek nem volt egyenes ági örököse, majd 1934-ben, bátyja halálakor a Seebach-kastély is az övé lett. Ebben az évben 832 kataszteri holddal rendelkező földbirtoka volt a bárónőnek a településen (ebből szántóföld 472, kert 19, rét 46, legelő 152, erdő 124, földadómentes rész 19 holdnyi, kataszteri tiszta jövedelme 7.231 aranykorona).
1945 decemberében, a II. világháború végén szovjet katonák foglalták el a Seebach-kastélyt (csakúgy mint a Bertha-kastélyt is) és megsemmisítették a Seebach levéltárat és vele együtt minden értéket. A család kriptája a rábahídvégi temető hátsó részében található.

### Családfa
- báró Karl Seebach (Weimar, 1800 – 1879) – Mathilde Spesshardt (Hildburghausen, 1802 – 1860)
  - báró Seebach Rezső (Rudolf) (Eisenach, 1835 – Rábahídvég, 1904) osztrák-magyar lovaskapitány – chernelházi Chernel Paulina (Tömörd, 1845 – Rábahídvég, 1917)[13]
    - báró Seebach Károly (Tömörd, 1874 – Rábahídvég, 1934), Vas vármegyei törvényhatóság örökös tagja, a nemeskoltai evangélikus egyházközség felügyelője, tűzrendészeti felügyelő
    - Seebach Matild bárónő (Szombathely, 1875 – Rábahídvég, 1964)[14]
    - Seebach Mária (Szombathely, 1875 – 1878)
    - Seebach Amália bárónő (Rábahídvég, 1879 – ?) – Kézdy Vásárhelyi Géza (Rábahídvég, 1876 – Budapest, 1931)